# Dyfnwal Hen
Dyfnwal Hen ou Dumnagual Hen ("Dyfnwal, o Velho"), foi um govermante do reino britônico de Strathclyde (atual Dumbarton Rock), provavelmente em algum momento no início do século VI. Sua biografia é vaga, mas ele foi considerado como uma figura ancestral importante para várias linhagens de nobres dos Hen Ogledd ou "Antigo Norte" da Grã-Bretanha. Como uma figura ancestral, ele se compara a Coel Hen, outra figura obscura creditado como fundador de uma série de dinastias do norte.
De acordo com as genealogias harleianas, Dyfnwal era filho de um Cinuit, filho de Ceretic Guletic, provavelmente seus antecessores como rei. As genealogias harleianas nomeiam três de seus filhos, cada um dos quais formaram uma linhagem real. Estes são: Clinoch, o sucessor de Dyfnwal como rei de Alt Clut; Guipno (Gwyddno), que foi pai do mais tarde rei Neithon; e Cynfelyn, um rei de Din Eidyn ou Edimburgo. A Bonedd Gwŷr y Gogledd, uma genealogia posterior dos reis do norte, dá uma versão modificada da árvore genealógica de Dyfnwal. Nela, ele é filho de Idnyued e neto de Maxen Wledig, mais conhecido como o usurpador romano Magno Máximo. A Bonedd acompanha as harleianas em fazer de Dyfnwal o bisavô de Rhydderch Hael, um posterior rei de Alt Clut, mas seus outros descendentes são alterados significativamente. Um Gwyddno está incluído, mas é listado como bisneto de Dyfnwal ao invés de filho, e ele é especificamente identificado como Gwyddno Garanhir da lenda Taliesin. Um traçado altamento confuso faz de Dyfnwal o ancestral da família de Áedán mac Gabráin, um governante do século VI do reino gaélico de Dál Riata.